# Дэвис, Фил
Фил Квабина Дэвис (англ. Phil Kwabina Davis; 25 сентября 1984, Гаррисберг) — американский боец смешанного стиля, представитель полутяжёлой весовой категории. Выступает на профессиональном уровне начиная с 2008 года, известен по участию в турнирах таких бойцовских организаций как UFC и Bellator, бывший чемпион Bellator в полутяжёлом весе. На данный момент Дэвис занимает 4 строчку полутяжеловесов по версии Sherdog.

## Биография
Фил Дэвис родился 25 сентября 1984 года в городе Гаррисберге штата Пенсильвания. В возрасте восьми лет начал серьёзно заниматься борьбой, во время учёбы в старшей школе был капитаном борцовской команды, выступал на многих юниорских соревнованиях, в общей сложности одержал 112 побед и потерпел 17 поражений. После окончания школы поступил в Университет штата Пенсильвания, боролся в первом дивизионе Национальной ассоциации студенческого спорта, становился здесь чемпионом и призёром, в течение четырёх сезонов имел статус всеамериканского спортсмена. Соотношение побед и поражений на студенческом уровне 116-15.
Окончив университет, решил выступать в смешанных единоборствах и присоединился к сформированной команде LionHeart. Проходил подготовку под руководством тренеров Джеффа Рокуэлла (бразильское джиу-джитсу), Ти Джей Тёрнера (бокс), Марка Миллера (кикбоксинг, муай-тай), Мэтта Кочера (борьба, ОФП) и Райана Груна (муай-тай).
Дебютировал в ММА на профессиональном уровне в октябре 2008 года, своего первого соперника победил по очкам единогласным решением судей. Дрался в различных американских промоушенах, в том числе провёл один бой в Palace Fighting Championship — неизменно выходил из поединков победителем.
Имея в послужном списке четыре победы и ни одного поражения, в конце 2009 года Дэвис привлёк к себе внимание крупнейшей бойцовской организации мира Ultimate Fighting Championship и подписал с ней долгосрочное соглашение. Долгое время не знал и здесь поражений, в частности в дебютном бою единогласным судейским решением одолел Брайана Стэнна, затем с помощью удушающего приёма «анаконда» заставил сдаться непобеждённого шведского проспекта Александра Густафссона, взял верх над Родни Уоллесом, необычной однорукой «кимурой» победил Тима Боуча, получив при этом награду за лучший приём вечера. В марте 2011 года заменил травмировавшегося Тито Ортиса в бою с бразильским ветераном Антониу Рожериу Ногейрой и выиграл у него по очкам. Мог выйти на бой против Рашада Эванса за освободившийся титул чемпиона организации, но из-за травмы вынужден был отказаться от этого боя. В январе 2012 года всё же встретился с Эвансом в претендентском бою, несмотря на хорошие навыки борьбы, в партере Дэвис ничего не смог противопоставить сопернику и проиграл единогласным решением — это было его первое поражение в профессиональной карьере.
Дважды подряд встречался с бразильцем Вагнером Праду, первый поединок был признан несостоявшимся, поскольку Дэвис попал своему сопернику пальцем в глаз, и тот не смог продолжить, тогда как во втором он заставил Праду сдаться, применив удушающий приём «анаконда». Далее единогласным решением выиграл у таких бразильцев как Винни Магальяйнс и Лиото Мачида, но проиграл американцу Энтони Джонсону. Позже добавил себе в актив победу над Гловейром Тейшейрой, уступил раздельным решением Райану Бейдеру.
Дэвис не стал продлевать контракт с UFC и вместо этого в 2015 году перешёл во второй по величине американский промоушн Bellator MMA. Дебютировал здесь весьма удачно, в рамках гран-при полутяжёлого веса победил за один вечер двоих серьёзных соперников, Эмануэля Ньютона и Франсиса Кармона. В 2016 году в претендентском бою он одержал победу над Мухаммедом Лавалем и заслужил тем самым право оспорить титул чемпиона Bellator, который на тот момент принадлежал Лиаму Макгири. Дэвис выглядел в этом противостоянии лучше и победил единогласным решением судей, став новым чемпионом организации.
В июне 2017 года лишился чемпионского титула, вновь уступив раздельным решением Райану Бейдеру, так же перешедшему в Bellator.

## Статистика в профессиональном ММА
| Боёв 32         | Побед 24 | Поражений 7 |
| --------------- | -------- | ----------- |
| Нокаутом        | 6        | 0           |
| Сдачей          | 5        | 0           |
| Решением        | 13       | 7           |
| Не состоявшихся | 1        | 1           |

| Результат    | Рекорд   | Соперник                | Способ                   | Турнир                              | Дата             | Раунд | Время | Место                    | Примечание                                                                  |
| ------------ | -------- | ----------------------- | ------------------------ | ----------------------------------- | ---------------- | ----- | ----- | ------------------------ | --------------------------------------------------------------------------- |
| Поражение    | 24-7     | Кори Андерсон           | Единогласное решение     | Bellator 297                        | 16 июня 2023     | 3     | 3:00  | Чикаго, США              |                                                                             |
| Победа       | 24-6 (1) | Джулиус Энгликас        | Единогласное решение     | Bellator 276: Борич - Бернелл       | 12 марта 2022    | 3     | 5:00  | Сент-Луис, США           |                                                                             |
| Победа       | 23-6 (1) | Йоэль Ромеро            | Раздельное решение       | Bellator 266                        | 17 сентября 2021 | 3     | 5:00  | Калифорния, США          |                                                                             |
| Поражение    | 22-6 (1) | Вадим Немков            | Единогласное решение     | Bellator 257                        | 16 апреля 2021   | 5     | 5:00  | Коннектикут, США         | Бой за титул чемпиона Bellator в полутяжёлом весе.                          |
| Победа       | 22-5 (1) | Лиото Мачида            | Раздельное решение       | Bellator 245                        | 11 сентября 2020 | 3     | 5:00  | Анкасвилл, США           |                                                                             |
| Победа       | 21-5 (1) | Карл Альбректссон       | TKO (удары руками)       | Bellator 231                        | 25 октября 2019  | 3     | 3:06  | Анкасвилл, США           |                                                                             |
| Победа       | 20-5 (1) | Лиам Макгири            | TKO (сдача)              | Bellator 220                        | 27 апреля 2019   | 3     | 4:11  | Сан-Хосе, США            |                                                                             |
| Поражение    | 19-5 (1) | Вадим Немков            | Раздельное решение       | Bellator 209                        | 15 ноя 2018      | 3     | 5:00  | Тель-Авив, Израиль       |                                                                             |
| Победа       | 19-4 (1) | Линтон Васселл          | KO (удар ногой в голову) | Bellator 200                        | 25 мая 2018      | 3     | 1:05  | Лондон, Англия           |                                                                             |
| Победа       | 18-4 (1) | Леонарду Лейти          | Единогласное решение     | Bellator 186                        | 3 ноября 2017    | 3     | 5:00  | Юниверсити-Парк, США     |                                                                             |
| Поражение    | 17-4 (1) | Райан Бейдер            | Раздельное решение       | Bellator 180                        | 24 июня 2017     | 5     | 5:00  | Нью-Йорк, США            | Лишился титула чемпиона Bellator в полутяжёлом весе.                        |
| Победа       | 17-3 (1) | Лиам Макгири            | Единогласное решение     | Bellator 163                        | 4 ноября 2016    | 5     | 5:00  | Анкасвилл, США           | Выиграл титул чемпиона Bellator в полутяжёлом весе.                         |
| Победа       | 16-3 (1) | Мухаммед Лаваль         | Единогласное решение     | Bellator 154                        | 14 мая 2016      | 3     | 5:00  | Сан-Хосе, США            | Претендентский бой на титул чемпиона Bellator в полутяжёлом весе.           |
| Победа       | 15-3 (1) | Франсис Кармон          | KO (удары руками)        | Bellator 142: Dynamite 1            | 19 сентября 2015 | 1     | 2:15  | Сан-Хосе, США            | Выиграл гран-при Bellator полутяжёлого веса.                                |
| Победа       | 14-3 (1) | Эмануэль Ньютон         | Сдача (кимура)           | Bellator 142: Dynamite 1            | 19 сентября 2015 | 1     | 4:39  | Сан-Хосе, США            | Полуфинал гран-при Bellator полутяжёлого веса.                              |
| Поражение    | 13-3 (1) | Райан Бейдер            | Раздельное решение       | UFC on Fox: Gustafsson vs. Johnson  | 24 января 2015   | 3     | 5:00  | Стокгольм, Швеция        |                                                                             |
| Победа       | 13-2 (1) | Гловер Тейшейра         | Единогласное решение     | UFC 179                             | 25 октября 2014  | 3     | 5:00  | Рио-де-Жанейро, Бразилия |                                                                             |
| Поражение    | 12-2 (1) | Энтони Джонсон          | Единогласное решение     | UFC 172                             | 26 апреля 2014   | 3     | 5:00  | Балтимор, США            |                                                                             |
| Победа       | 12-1 (1) | Лиото Мачида            | Единогласное решение     | UFC 163                             | 3 августа 2013   | 3     | 5:00  | Рио-де-Жанейро, Бразилия |                                                                             |
| Победа       | 11-1 (1) | Винни Магальяйнс        | Единогласное решение     | UFC 159                             | 27 апреля 2013   | 3     | 5:00  | Ньюарк, США              |                                                                             |
| Победа       | 10-1 (1) | Вагнер Праду            | Сдача (анаконда)         | UFC 153                             | 13 октября 2012  | 2     | 4:29  | Рио-де-Жанейро, Бразилия |                                                                             |
| Не состоялся | 9-1 (1)  | Вагнер Праду            | NC (тычок в глаз)        | UFC on Fox: Shogun vs. Vera         | 4 августа 2012   | 1     | 1:28  | Лос-Анджелес, США        | Праду получил от Дэвиса тычок пальцем в глаз и не смог продолжить поединок. |
| Поражение    | 9-1      | Рашад Эванс             | Единогласное решение     | UFC on Fox: Evans vs. Davis         | 28 января 2012   | 5     | 5:00  | Чикаго, США              | Претендентский бой на титул чемпиона UFC в полутяжёлом весе.                |
| Победа       | 9-0      | Антониу Рожериу Ногейра | Единогласное решение     | UFC Fight Night: Nogueira vs. Davis | 26 марта 2011    | 3     | 5:00  | Сиэтл, США               |                                                                             |
| Победа       | 8-0      | Тим Боуч                | Сдача (кимура)           | UFC 123                             | 20 ноября 2010   | 2     | 2:55  | Оберн-Хилс, США          | Лучший приём вечера.                                                        |
| Победа       | 7-0      | Родни Уоллес            | Единогласное решение     | UFC 117                             | 7 августа 2010   | 3     | 5:00  | Окленд, США              |                                                                             |
| Победа       | 6-0      | Александр Густафссон    | Сдача (анаконда)         | UFC 112                             | 10 апреля 2010   | 1     | 4:55  | Абу-Даби, ОАЭ            |                                                                             |
| Победа       | 5-0      | Брайан Стэнн            | Единогласное решение     | UFC 109                             | 6 февраля 2010   | 3     | 5:00  | Лас-Вегас, США           |                                                                             |
| Победа       | 4-0      | Дэвид Баггетт           | Сдача (удушение сзади)   | Ultimate Cage FC 1                  | 27 июня 2009     | 1     | 3:37  | Питтсбург, США           |                                                                             |
| Победа       | 3-0      | Терри Коэнс             | TKO (удары руками)       | Ultimate Warrior Challenge 6        | 25 апреля 2009   | 1     | 4:29  | Фэрфакс, США             |                                                                             |
| Победа       | 2-0      | Джош Грин               | TKO (удары руками)       | PFC 12: High Stakes                 | 22 января 2009   | 1     | 1:49  | Лемор, США               |                                                                             |
| Победа       | 1-0      | Бретт Чизм              | Единогласное решение     | No Boundary 1                       | 11 октября 2008  | 2     | 5:00  | Плимут, США              |                                                                             |